# هوانغ هو-دونغ
هوانغ هو-دونغ هو سياسي كوري جنوبي، ولد في 25 ديسمبر 1936، وتوفي في 18 مارس 2010. انتخب عضو الجمعية الوطنية الكورية الجنوبية ‏.

## وصلات خارجية
- هوانغ هو-دونغ على موقع أوليمبيديا (الإنجليزية)